# 공성인열황후
공성인열황후 양씨(恭聖仁烈皇后 楊氏, 1162년 6월 30일(음력 5월 16일) ~ 1233년 1월 18일(음력 1232년 12월 7일))는 남송 영종(寧宗)의 두번째 황후이다. 사미원과 함께 한탁주를 제거하고 이종(理宗)을 즉위시켰으며, 황태후로서 수렴청정하였다. 황태후 재위 시 절일은 수경절(壽慶節)이다.

## 생애

### 황후 이전
성은 양씨(楊氏)이고, 족보에 기재된 이름은 계지(桂枝)이다. 그녀의 출신이나 가문에 관한 자세한 기록이 없어 어린 시절의 일은 알 수 없으나 스스로를 회계 사람(會稽人)이라고 하였고, 회계 출신인 양차산(楊次山)의 동생이라고 칭하였다. 미모가 출중하여 여령(女伶)으로 입궁하였다.
1195년 3월, 평락군왕 조확(趙擴)의 눈에 들어 후비가 되었고 평락군부인(平樂郡夫人)에 봉해졌다. 같은 해 조확이 영종으로 즉위하면서 후궁이 되었고 1197년 첩여(婕妤)로 진봉되었다. 1199년 완의(婉儀)로 책봉되었고 이후 귀비(貴妃)가 되었다. 시 짓기와 그림 그리기에 능하였으며, 아름답고 권모술수가 뛰어났다.
1200년, 공숙황후가 붕어하자, 황후의 자리를 두고 조미인(曺美人)과 다투게 되었다. 양씨는 미모와 지략이 뛰어나고 사서에 통달하며, 성격이 기민하고 총명하였기 때문에, 당시의 재상인 한탁주(韓侂胄)는 유순한 성격의 조미인을 황후로 추천하였는데, 이로 인해 양씨는 한탁주를 미워하게 되었다. 1202년, 영종은 결국 양씨를 황후로 책봉하였다.

### 황후 시절
1206년, 한탁주는 권력기반 강화를 공고히 하기 위해 금나라에 대해 무리한 북벌을 감행하였으나 실패하였다(개희북벌). 금나라 북벌 이전부터 남송과 금나라 국경지역에서 작은 전투가 반복되었고, 남송 내부에서도 고종 시대에 주전론자인 장군 악비(岳飛)를 악왕(鄂王)으로 추숭하는등 대의명분론에 입각하여 금나라에 대한 개전론의 분위기가 형성되었다. 하지만 송나라의 금나라 북벌은 실패로 끝나고, 금나라의 압박이 이어졌다. 황후 양씨는 자신의 오빠 양차산, 시랑 사미원(史彌遠)과 힘을 합쳐 한탁주를 제거하기로 한다. 사미원이 밀책을 건의하여 밀지가 내려졌는데, 궁중으로부터 나오는 밀지는 모두 양황후가 내리는 것이었다.
1207년, 남송의 금나라 북벌이 실패하면서 금나라는 남송과의 화평조건으로, 금나라에 대해 주전론을 주장하던 재상 한탁주의 머리를 요구하였고, 사미원에 의해 한탁주가 살해되어, 한탁주의 머리는 소금에 절여져 금나라로 보내졌다. 한탁주의 죽음으로 남송과 금나라간에 화의가 맺어지고, 사미원이 재상으로서 집권하여 권력을 장악하게 되었다.

### 황태후 시절
1224년, 영종이 병상에 눕자 후계문제를 두고, 사미원과 협력하여 영종의 양자인 조횡(趙竑)을 몰아내고 조윤(趙昀)을 태자로 삼아 황제로 즉위시켰다(→남송 이종). 본래 영종은 황후와 후궁들에게서 여러 아들을 두었지만 모두 요절하여 후사가 없었다. 영종은 태조 조광윤의 아들인 조덕방의 9세손 조횡을 양자로 삼고 후계자로 정하였다. 하지만 조횡은 사미원의 전권 행사에 불만을 품고 사미원을 비방하였기 때문에 서로 감정이 좋지 않았다. 사미원과 양황후는 영종의 병이 깊어지자 영종의 칙서를 위조하여 조횡을 후계자 자리에서 내쫓고 조윤을 태자로 책봉하였다.
이종이 즉위하자 황후 양씨는 황태후가 되어 수렴청정하였다. 1226년 수명황태후(壽明皇太后)의 존호를 받았고, 1228년 수명자예황태후(壽明慈睿皇太后), 1231년 수명인복자예황태후(壽明仁福慈睿皇太后)의 존호가 추가되었다.
1232년 음력 12월 7일(1233년 1월 18일), 자명전에서 72세의 나이로 붕어하였다. 시호는 공성인열(恭聖仁烈)이다.

## 가계

### 부모[6]
- 부 : 양기(楊紀)
- 모 : 장씨(張氏)

### 형제
- 오빠 : 양차산(楊次山)
- 오빠 : 양기산(楊岐山)
- 오빠 : 양망산(楊望山)
- 오빠 : 양풍산(楊馮山)
- 언니 : 양란지(楊蘭枝)

### 남편
- 영종(寧宗, 1168년 ~ 1224년) : 남송의 제4대 황제

### 자녀
- 영왕(郢王) 조증(趙增, 1200년~1201년)
- 화왕(華王) 조경(趙埛, 1202년)